# Napoleon Bonaparte Broward

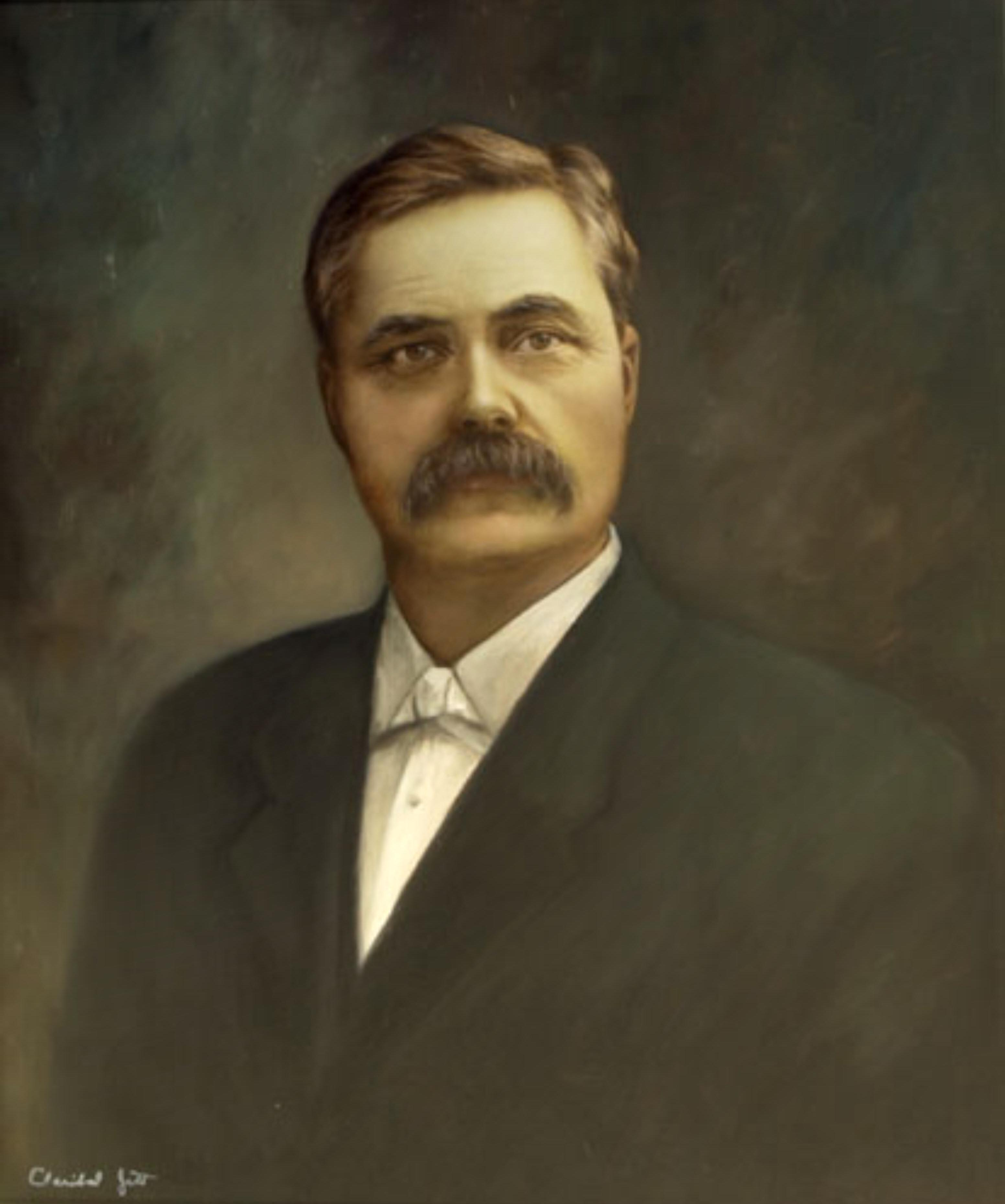
Napoleon Bonaparte Broward.

Napoleon Bonaparte Broward (Condado de Duval, 15 de Janeiro de 1858 - Jacksonville, 1 de Outubro de 1910) foi governador da Flórida, de tendência liberal, entre os anos de 1905 a 1909. Um dos poucos políticos do estado com projeção nacional no início do século XX, Broward é reconhecido pelo vigoroso projeto de drenagem das Everglades que transformou a Flórida numa zona agrícola.
Broward foi eleito para o senado norte-americano em 1910, mas faleceu antes de assumir o cargo.
Seu nome é celebrado em mais de 20 ruas e estradas no estado. Um dos condados do estado também tem seu nome.